# 성중립

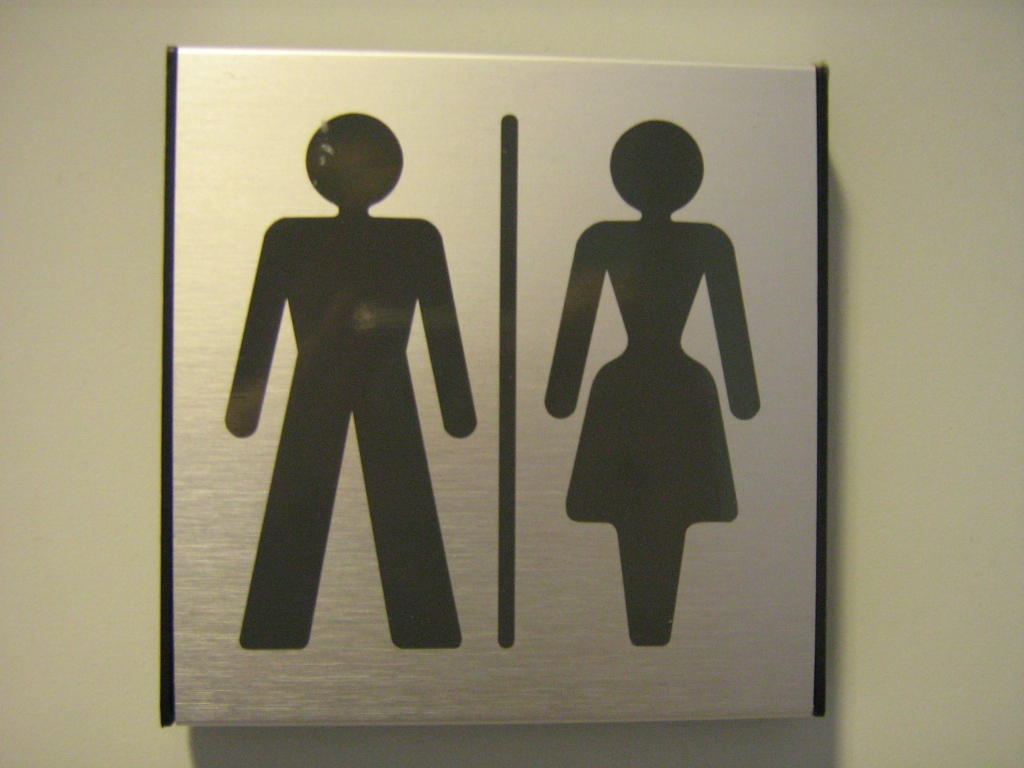
2008년 스웨덴의 성중립 화장실 표지

성중립은 성별이나 젠더의 역할 구분에 반대하는 언어, 정책, 생각, 개념이다.